# Pandora Hearts
Pandora Hearts (パンドラハーツ Pandora Hatsu?, lit. Los corazones de Pandora) es un manga escrito e ilustrado por Jun Mochizuki. Empezó su serialización en la revista de manga shōnen GFantasy publicado por Square Enix en junio de 2006. Finalizó en marzo de 2015 con su volumen tankōbon 24.
El manga fue licenciado en Estados Unidos por Broccoli Books pero la empresa quebró, por lo que se dejó de lado la publicación. Yen Press retomó la licencia en inglés y publicó el tomo 1 en diciembre del 2009. Aparte del manga, se ha realizado una serie de anime, dirigida por el estudio XEBEC, que constó de 25 episodios. El manga fue licenciado en España por la editorial Norma Editorial, la cual se encarga de su publicación, actualmente con 24 volúmenes, y cuyo inicio de edición fue el 23 de marzo de 2012. Originalmente este manga se creó y publicó en 2004 con una historia distinta pero con los mismos personajes de la serie, en el que se puede apreciar una falta de experiencia y un estilo simple, que sin embargo se muestra interesante.  
La serie tiene fuertes influencias de Alicia en el país de las maravillas y A través del espejo y lo que Alicia encontró allí del escritor Lewis Carroll, El maravilloso Mago de Oz de Lyman Frank Baum, El sabueso de los Baskerville de Sir Arthur Conan Doyle, el cuento de Caperucita Roja, La guerra de los espejos de Frank Beddor y con la leyenda de Pandora.

## Argumento
Oz Bezarius, heredero de uno de los cuatro grandes ducados, ha cumplido 15 años. Lleva una vida tranquila, lujosa y libre de preocupaciones, oscurecida solo por la ausencia de su padre, con quien no parece tener una buena relación. Junto a él se encuentran su tío Oscar, Ada, su hermana pequeña, y Gilbert, su fiel sirviente, en una antigua mansión en la que su ceremonia de mayoría de edad se llevará a cabo. Es en esta mansión donde Oz encuentra, accidentalmente, un pequeño cementerio de una única lápida de la que pende un reloj de bolsillo dorado. Al tomar el reloj en sus manos, él experimenta una extraña visión en la que una chica intenta matarlo. Esa misma noche, en la ceremonia, la vida de Oz dará un vuelco radical: unos encapuchados aparecen y dicen haber venido a juzgar al futuro duque. Sin embargo, un conejo negro gigante con una guadaña hace su aparición, reclamando a Oz como su propiedad, los encapuchados se niegan a entregar a Oz y se enfrascan en una lucha para quitar al conejo de lado, terminando victoriosos. Sin saber por qué, Oz es desterrado a la prisión del Abismo, una oscura dimensión habitada por terribles criaturas, por el pecado que aparentemente representa su mera existencia. Allí entablará relación con una Cadena (una criatura originaria del Abismo) con forma de conejo negro manchado de sangre, Alice. El mismo conejo que lo proclamó como suyo.
Alice, ahora en una forma humana, logra persuadir a Oz; haciendo que acepte ser su "sirviente" (Contratista) a cambio de que ambos salgan del abismo.

## Personajes
- Véase también Anexo:Personajes de Pandora Hearts.

Oz Bezarius (オズ＝ベザリウス, Ozu Vessariusu)
Seiyu: Junko Minagawa
Doblaje (Hispanoamérica): Sebastián García
Es el principal protagonista de la historia. Es un muchacho de 15 años con el pelo rubio y ojos verdes y es de la familia prestigiosa Bezarius, cuyo padre, Zai, es el señor actual. Su madre murió cuando era muy pequeño, pero a pesar de esto, él conserva una personalidad brillante, optimista, y enérgica. Durante la ceremonia para celebrar este alcance de edad adulto, lo arrastraron en el Abismo para pagar el pecado de su existencia. Allí él encuentra a una muchacha joven llamada Alice que resulta para ser una Cadena o Chain. Oz hace un contrato con ella para evitar el Abismo. Él tiene algunos sentimientos hacia Alice y eso se ve en el transcurso de la historia. Su personalidad cambia a medida que utiliza el poder de B-Rabbit.
Alice
Seiyū: Ayako Kawasumi (anime), Yukari Tamura (Drama CD)
Doblaje (Hispanoamérica): Danann Huicochea
Es la cadena de Oz. También conocida como B-Rabbit "(Bloodstained Black Rabbit)" que quiere decir Conejo Negro Manchado de sangre, la cadena más poderosa del abismo, conejo antropomórfico con piel negra, ojos rojos y colmillos, maneja una guadaña gigantesca cuando es liberado. Cuando vuelve a su forma humana se vuelve una chica de cabello oscuro, y ojos lilas. Al principio se muestra con Oz un poco fría pero medida que se desarrolla la historia empieza a abrirse más a Oz y sentir algo por él. También le gusta molestar a Gilbert pero más adelante se empiezan a llevar bien. Normalmente es extrovertida, alegre y glotona. 
Gilbert Nightray (ギルバート＝ナイトレイ Girubāto Naitorei)
Seiyū: Toriumi Kousuke (adulto), Azuma Sakamoto (niño), Katsuyuki Konishi (CD de drama)
Doblaje (Hispanoamérica): Ferso Velázquez (adulto), Bonnie Miuller (niño)
También conocido como Gil o Raven. Es el mejor amigo de Oz y su fiel sirviente. Oz es la persona más importante para él, por el que está dispuesto a sacrificar todo;  aparentemente esto es debido al lavado de cerebro que le hizo Miranda Barma para proteger a Jack Bezarius (y por lo tanto a Oz, que es su médium) aunque signifique matar. Sin embargo, más tarde demuestra que su aprecio por Oz va más allá de algo inculcado ya que él es su mejor amigo. Cuando está borracho, vuelve a su personalidad de los 14 años, un inseguro bebé llorón. Él cuida mucho el sombrero que le regaló Ada. Es un gran cocinero, le teme a los gatos, no pudo dejar de fumar por más de que lo intentó nueve veces y teme que Oz crezca, ya que piensa que lo dejará atrás.

## Terminología
Cadena
Una Cadena (Chain) es una criatura nacida en el Abyss. Pueden tomar formas muy diversas y tener todo tipo de poderes, pero su presencia en el mundo de los humanos es inestable, de modo que necesitan llevar a cabo un Contrato con un humano para poder salir del Abyss.  
Contrato
Se trata del ritual necesario para estabilizar la existencia de una Cadena en el mundo de los humanos, que consiste en la formación de un vínculo entre la Cadena y un humano por medio de un intercambio de sangre. De esta forma, el humano recibirá los poderes de la Cadena, y ésta podrá materializarse fuera del Abyss.  
Contratista ilegal
Persona que ha hecho un contrato con una Cadena, normalmente para poder cambiar algún hecho de su pasado. Se caracterizan por la aparición de un tatuaje en forma de reloj en su pecho, cuya aguja marca el tiempo límite del contratista: cuando esta complete una revolución, el contratista será enviado al nivel más profundo del Abyss, presuntamente sin la posibilidad de escapar de allí de nuevo.  
Cadenas especiales
Son cadenas que "no necesitan comer" humanos por razones que todavía se desconocen. Algunas de estas cadenas son: B-Rabbit, Sombrerero Loco, Gato Cheshire, Eques y Raven. Estas cadenas tienen poderes especiales, tales como la cancelación y destrucción de la energía de otras cadenas o el control de las Sombras.
Contratista legal
Persona que ha hecho un contrato con una Cadena por medio de un método controlado por Pandora. Como resultado, el contratista se beneficia del contrato sin exponer su vida al sello del reloj, aunque a medida que avanza la historia se da a entender que el tiempo de éstos también está limitado, de alguna forma. En algunos casos, las personas que llevan a cabo un contrato legal dejan de envejecer por efecto de éste, manteniéndose con el mismo aspecto hasta el día de su muerte.  
Abismo
Extraña y oscura dimensión a la que son desterrados los peores criminales. Allí habitan las Cadenas, gobernadas por una entidad denominada Voluntad del Abismo. No se sabe demasiado acerca de este lugar, salvo que el tiempo dentro de él fluye de forma inestable. En la historia llega a decirse que tiene el aspecto de "una caja de juguetes destrozada".  
Pandora
Organización gubernamental que, bajo la fachada de un cuerpo de protección, opera en secreto investigando todo lo relacionado con el Abyss. Se encarga de formar contratistas legales y capturar contratistas ilegales, evitando que causen problemas a los no relacionados con el Abismo.  
Baskerville
Organización presidida por 'Glen Baskerville'. Poco se sabe de este misterioso grupo, salvo que fueron los causantes de los asesinatos en la Tragedia de Sabrie. En varias ocasiones se los llama "Dioses de la muerte", presentándolos como mensajeros del Abyss. Se sabe que están en poder de una de las cinco puertas que allí conducen.  
Voluntad del Abismo
Entidad que gobierna a las Cadenas del Abyss. Inicialmente se muestra en forma de conejo blanco de peluche, pero más tarde se revela como una niña del mismo aspecto que Alice y cabello blanco. Ella usualmente mantiene un comportamiento dulce e inocente, pero puede llegar a ser sádica hasta extremos inimaginables. Ella al parecer mantuvo una relación afectiva con Jack bessarius, y dice odiar a Glen Baskerville por arrancarlo de su lado. Se sabe que tiene el poder de modificar el pasado, de cambiar a las personas en cadenas y controla el flujo del tiempo.  
Tragedia de Sabrie
Evento ocurrido cien años antes del comienzo de la historia en el que la antigua capital, Sabrie, se hundió por completo en el Abyss. Poco se sabe acerca de este suceso, que parece ser el eje alrededor del cual gira toda la historia, salvo que los Baskerville y Jack Vessalius estuvieron involucrados en él de alguna forma.  
Espejos de sangre sellados
Un elemento usado para hacer un contrato legal. En lugar de que el/la contratista beba la sangre de la cadena, la sangre se absorbe en el espejo donde se forma un sello, manteniendo el sello fuera de la persona. Si el espejo se rompe, el contratista puede perder el contrato con la cadena. También tiene un límite en el poder que puede utilizar.
Puertas al Abismo
Los puentes que conectan el mundo de los humanos con el abismo. Hay cinco, cuatro de los cuales están bajo el control de las grandes familias ducales y el quinto está en posesión de los Baskerville. En el capítulo 41 del manga se revela que está en lo más profundo de Sabrie.
Los Cuatro grandes ducados
Son las cuatro familias ducados que sirven al rey del reino y administran las funciones de Pandora.    
Las cinco cadenas que guardan las puertas del Abyss
Estas cadenas son guardianes que protegen las puertas del abyss y que sirven su poder a sus 'contratistas':
- El Griffon (Griffo) Casa Vessalius → Zai Vessalius

- The Raven (Cuervo) Casa Nightray → Gilbert Nightray

- El Dodo Casa Barma → Rufus Barma

- The Owl (Búho) Casa Rainsworth → Shelly Reinsworth

- The Jabberwocky (Jabberwock) Casa Baskerville → Leo Baskerville

Glen Baskerville
Título de los Baskerville, quien heredaría el honor de ser el duque de los Baskerville. Este título les discernirse de los otros tres duques en el Ducado en el momento.  
Después de un reinado de 100 años, el cuerpo de 'Glen' se deteriorará. Por lo tanto, es tarea de Glen para buscar su sucesor. Este sucesor tendría que tener una relación con un Niño de desgracia, como deber del sucesor, tomando una vez sobre el título de 'Glen', es sacrificar a su relativa al abismo mediante el uso de las cadenas de convicción proporcionada por las cadenas de Black-Winged del abismo. Una vez sacrificado, el niño de infortunio sería entregarse al núcleo oscuro del abismo, y el contacto, serían asesinados a fin de mantener la estabilidad en el mundo.  
Niños del infortunio
O simplemente niños de la mala suerte. Son niños nacidos en el abismo, se los puede reconocer por sus ojos rojos. Ejemplo: Vincent y Lacie.

## Media

### Manga
Véase Anexo:Volúmenes de Pandora Hearts
Pandora Hearts comenzó como una serie de manga la cual inició su serialización en la revista de manga shōnen GFantasy en junio de 2006, publicada por Square Enix. Tiene en total 24 tomos recopilatorios, además de dos guías  (8.5) y (18.5), y las tres novelas basadas en la obra original. 
La serie primero fue licenciada en inglés por Broccoli Books, pero ha sido dejada porque la empresa cerró. La Prensa de Yen Press liberó el primer volumen inglés el 15 de diciembre de 2009 con el segundo previsto hacia el 18 de mayo de 2010. En Indonesia, la serie está siendo editada por Elex Komputindo, y en Francia por Ki-oon. En España es licenciada por Norma Editorial, siendo el tomo 22 el último publicado en marzo de 2016.

### Anime
Véase Anexo:Episodios de Pandora Hearts
La serie se estrenó el 2 de abril de 2009 y finalizó el 24 de septiembre de 2009, con un total de 25 capítulos, hechos por el director Takao Kato, del estudio Xebec produjo los 25 episodios anime adaptación con la música destacada por Yuki Kajiura y temas por Savage genius y FictionJunction. Los capítulos 23, 24 y 25 del anime son episodios inventados, es decir que no van de acorde al manga. También cuenta con 9 Omakes, que venían en los DVD del anime. Estos omakes no tienen nada que ver con la trama, son solo especiales graciosos. 
La serie fue emitida en TBS, y CBC, para su emisión. El 11 de febrero de 2010, NIS América anunció que había licenciado la serie en Norteamérica, y liberó los DVD Subtitulados en inglés del anime el 26 de octubre de 2010.

### Guías

#### Pandora Hearts 8.5
También conocida 'el Mío de mí'. Es la primera guía oficial hecha por Jun Mochizuki que contiene un cuento en formato de manga que gira alrededor de Gilbert Nightray, material gráfico, romanización oficial de Pandora Hearts. También tiene uno omakes cómicos. En la portada se pueden ver a Oz y Gilbert.

#### Pandora Hearts 18.5
Es la segunda guía oficial hecha por Jun Mochizuki conocida principalmente como 'Evidence' (La Evidencia) que saldrá junto con el tomo 18 el 27 de julio de 2012. En la portada tenemos a Alice y Oz a punto de abrazarse. Cabe destacar que es la primera vez que se ve en una porta a Alice y es la tercera vez que Oz aparece. 
Contenido de la Guía:
- Explicación completa de la historia hasta el tomo más reciente.

(Tomo 18 que es con el que saldrá).
- Preguntas y Respuestas de los Personajes.
- Rough Sketches.

(Sketches de Portadas e ilustraciones).
- Los mejores 10 Pandora Ha-Chu.

(o sea las premisas).
- Ilustraciones del drama CD 42.5.

(Ilustraciones narrando lo ocurrido en el drama CD que salió con el tomo 16).
- Charla entre Yuki Kajiura (La compositora del OST de PH) y Jun Mochizuki.
- Publicación de las partituras musicales.
- La selección de detalles del Asistente en Jefe, Fumito Yamasaki acerca de "La historia para revelar a la verdadera Jun Mochizuki".
- Dibujos exclusivos del manga, etc.

### Novela Ligera
La novela ligera está siendo escrita por Shinobu Wakamiya e ilustrada por Jun Mochizuki, con el nombre de Pandora Hearts ~Caucus Race~. El libro salió a la venta en Japón, el 26 de marzo del 2011, junto con el tomo número 14 de Pandora Hearts. El argumento del primer tomo de la novela, se basa en la relación entre personajes, de los sucesos de los ducados o misiones que reciben Oz, Gilbert y Alice de Pandora. El segundo sin embargo, difiere del primero pues explica los sucesos que ocurrieron en la academia Lutwidge y es protagonizado por Leo, Eliot y Ada (dedicándoles 3 capítulos) y por otro lado también explica unas aventuras que tuvieron Sharon, Xerxes y Liam (dedicándoles 3 capítulos).

#### Capítulos del tomo 1
- The Story of the Vessaliuses: Golden Drops
- The Story of the Nightrays: Black Widow
- The Story of the Rainsworths: White Kitty
- The Story of the Barmas: Pink Curse

#### Capítulos del tomo 2
- The Story of the Mutuality: Blue Rose
- The Story of the Family: Hello Baby
- The Story of Brothers: Lucky Day
- The Story of Friendship: Cradle Song
- The Story of Master and His Servant: Unbalanced Flower
- The Story of Clairvoyance: Epilogue Tale

### Art Work (Libro de ilustraciones)
Conocida principalmente como Pandora Hearts ~Odds And Ends~, (Lit. Corazones de Pandora ~ las probabilidades y termina ~) es un libro de ilustraciones por Jun Mochizuki y es una enorme colección de 168 páginas del trabajo de arte de Pandora Hearts, con un poco más. El libro en sí es realmente pensado con el diseño de páginas, cortes y colores para presentar lo mejor de cada ilustración. El libro viene en una caja cubierta antideslizante negra, donde se ve el texto y el título. Al sacar el libro de esta cobertura, tiene una hoja de cubierta adicional, sin texto y una nueva ilustración de Oz. El libro dedica unas hojas extras en las cuales se pueden ver a los personajes de Crimson Shell, otro manga ilustrado y escrito por Jun Mochizuki.

## Música

### Opening
- Parallel Hearts por FictionJunction: Capítulos 1 al 25

### Ending
- Maze por Savage genius feat. Ohmi Tomoe: Capítulos 1 al 13
- Watashi wo Mitsukete por Savage genius: Capítulos 14 al 25

### Banda sonora
Compuesta por Yuki Kajiura.

### CD Drama
Es un CD drama tituló el CD Drama Pandora Hearts. Fue liberado el 21 de diciembre de 2007 bajo la etiqueta de trabajos Fronteriza

#### CD Drama (Teatro)
Flying Dog Lanzado en 2009.
- 23 de septiembre de "Pesadilla En El Campus Bezariusu" "PandoraHearts" CD1 CD Drama Drama Theatre, 2009
- 14 de October, "El Té de Alicia partido" Libres "PandoraHearts" CD2 CD Drama Drama Theatre, 2009

Square Enix lanzó En El 2011.
- Edición Limitada CD drama que venia con el volumen "PandoraHearts" 16: 26 11 "desandar 42,5 de las Naciones Unidas Episodio DE LADO DE Unbirthday" 2011

### Characters Song Pandora Hearts
Son singles interpretados por los seiyus de la serie, entre ellos se encuentran los de Oz, Alice, Gilbert, Xerxes, Echo, etc.

### Programa de Radio
El disco fue sacado por la Revista Animedia y en el cual se escucha un programa de radio especial con Oz Bezarius (Junko Minagawa), Raven (Toriumi Kyousuke) y como invitado especial a Glen Baskerville (Kishoo Takiyama).